# Thập tự chinh năm 1101
Cuộc Thập tự chinh năm 1101 là ba chiến dịch riêng biệt được tổ chức vào năm 1100 và 1101 do hậu quả từ thành công của cuộc Thập tự chinh đầu tiên.
Cuộc Thập tự chinh đầu tiên thành công đã nhắc nhở một lời kêu gọi tiếp viện cho Vương quốc Jerusalem mới được thành lập, và Giáo hoàng Pascalê II, người kế nhiệm Giáo hoàng Urbanô II (người đã chết trước khi có được kết quả của cuộc thập tự chinh mà ông đã kêu gọi), đã phát động một cuộc viễn chinh mới. Ông đặc biệt kêu gọi những người đã chấp nhận lời thề chiến đấu nhưng chưa bao giờ khởi hành, và những người đã quay trở lại sau khi hành hương. Một số người đã đào ngũ về nhà và phải đối mặt với một áp lực rất lớn để trở về phía đông; Adela của Blois, vợ của Étienne, Bá tước của Blois, người đã bỏ chạy khỏi Cuộc bao vây Antiochia năm 1098, đã cảm thấy rất xấu hổ vì chồng bà ta và rằng bà ta sẽ không cho phép ông ở nhà. Cả người giàu có và người nghèo đều muốn làm theo cách riêng của họ đến đến được Đất Thánh, để giải phóng đất thánh khỏi bàn tay của người dị giáo nhân danh Chúa Giêsu, họ muốn có cuộc sống vĩnh cửu trên thiên đàng sau khi họ đã chiến đấu và hy sinh vì Chúa. Một số thì lại không thể chịu nổi sự khinh miệt khi họ nhận được ở nhà và như với tất cả các cuộc thập tự chinh khác, hầu hết mọi người muốn rời khỏi đói nghèo và áp bức để tìm kiếm một cuộc sống tốt hơn.

## Người Lombard
Cũng như trong cuộc thập tự chinh đầu tiên, những chiến binh và người hành hương không kéo đi thành những đội quân lớn mà là trong một vài nhóm từ các miền khác nhau từ khắp Tây Âu. Trong tháng 9 năm 1100, một nhóm lớn người Lombard rời thành phố Milano. Đây là những nông dân chủ yếu chưa qua đào tạo quân sự, được dẫn đầu bởi Anselmo IV, Tổng giám mục Milano. Khi họ đến lãnh thổ của Đế quốc Byzantine, họ đã cướp bóc nó một cách thiếu thận trọng và Hoàng đế Byzantine Alexios I đã áp tải họ tới một doanh trại ở bên ngoài Constantinopolis. Điều này đã không đáp ứng được yêu cầu của họ và họ đã tràn vào trong thành phố, cướp phá cả cung điện Blachernae, thậm chí đã giết chết một con sư tử, con vật cưng của Alexios. Người Lombard đã được nhanh chóng được chở qua vịnh Bosporus và lập trại tại Nikomedia để chờ quân tiếp viện.
Vào tháng 5 năm 1101 tại Nikomedia họ đã được gia nhập bởi một đội ngũ nhỏ hơn nhưng mạnh hơn từ Pháp, Burgund và Đức … dưới sự chỉ huy của Étienne của Blois, Étienne I, Bá tước của Bourgogne, Eudes I, Công tước của Burgund và Conrad, Hộ quốc công của Heinrich IV, Hoàng đế La Mã Thần thánh. Gia nhập với họ ở Nicomedia còn có Raymond IV của Toulouse, một trong những nhà lãnh đạo của cuộc Thập tự chinh đầu tiên, người lúc đó cũng đang phục vụ cho Hoàng đế La Mã Thần thánh. Ông được bổ nhiệm làm thủ lĩnh chung và một lực lượng lính đánh thuê người Pecheneg của Byzantine đã được gửi đi cùng với họ dưới sự chỉ huy của tướng Tzitas. Nhóm người này bắt đầu hành quân ra vào cuối tháng để đến Dorylaeum, sau khi tuyến đường được dọn sạch bởi Raymond và Stephen trong năm 1097 trong cuộc Thập tự chinh đầu tiên. Họ đã lên kế hoạch tiếp tục hướng tới Konya, nhưng người Lombard, những người luôn tỏ ra vô kỷ luật hơn tất cả các đội ngũ khác, đã xác định đi xuống phía bắc để đến Niksar nơi Bohemond I của Antioch đang bị bắt giữ bởi người Danishmend. Sau khi chiếm được Ancyra vào ngày 23 tháng 6 năm 1101 và trả nó trở về với Alexius-Byzantine, quân viễn chinh lại tiến về phía bắc. Họ nhanh bao vây thành phố Gangra, nơi có rất nhiều quân đồn trú, và sau đó tiếp tục tiến về phía bắc để cố gắng chiếm Kastamonu, thành phố do người Thổ Nhĩ Kỳ kiểm soát. Tuy nhiên, họ đã bị tấn công từ người Thổ Seljuq, những người đã quấy rối họ trong nhiều tuần và một toán đi tìm kiếm lương thực đã bị tiêu diệt vào tháng Bảy.
Tại thời điểm này, trước sức ép của người Lombard, toàn bộ đội quân đã từ bỏ nơi trú chân an toàn có thể có ở bờ Biển Đen và một lần nữa di chuyển về phía đông, về phía lãnh thổ của người Danishmend và cố gắng cứu Bohemond. Tuy nhiên, người Seljuq dưới sự chỉ huy của Kilij Arslan I, ông này đã nhận ra rằng mất đoàn kết là nguyên nhân của sự thất bại của mình trong việc ngăn chặn cuộc Thập tự chinh đầu tiên, giờ đây đã liên minh với cả Danishmend và Ridwan của Aleppo. Trong đầu tháng 8 quân viễn chinh đã gặp một đội liên quân Hồi giáo tại Mersivan.

### Trận Mersivan
Quân viễn chinh được tổ chức thành năm lộ binh: người Burgund, Raymond và Byzantine, người Đức, người Pháp và người Lombard. Người Thổ Nhĩ Kỳ đã gần như tiêu diệt toàn bộ quân đội của quân viễn chinh ở gần vùng núi Paphlagonia tại Mersivan. Vùng đất rất phù hợp với người Thổ Nhĩ Kỳ, nó khô và khắc nghiệt đối với kẻ thù của họ, và nó được mở ra với nhiều không gian cho các đơn vị kỵ binh của họ. Người Thổ Nhĩ Kỳ đã quấy nhiễu những người La Tinh trong một số ngày, cuối cùng sau khi chắc chắn rằng họ đã tiến vào nơi mà Kilij Arslan muốn họ chui đầu vào và đảm bảo rằng họ chỉ tìm thấy một lượng rất nhỏ lương thực và quân nhu.
Trận chiến diễn ra trong vòng vài ngày. Vào ngày đầu tiên, người Thổ Nhĩ Kỳ chặn đứng những bước tiến của quân thập tự chinh và bao quanh chúng. Ngày hôm sau, Công tước Conrad dẫn đầu đội quân người Đức của mình trong một cuộc tấn công nhưng thất bại thảm hại. Không những họ không phá được thế trận của người Thổ Nhĩ Kỳ mà họ còn không thể quay trở lại đội hình chính của quân đội thập tự chinh và đã phải trú ẩn trong một tòa thành ở gần đó. Sự kiện này có nghĩa rằng họ đã bị cắt khỏi các nguồn quân lương, tiếp viện và thôngg tin liên lạc cho một cuộc tấn công có thể đã xảy ra, dịp mà người Đức đã có thể phô trương sức mạnh quân sự của họ.
Ngày thứ ba có phần nào yên tĩnh, với ít các cuộc giao tranh xảy ra hoặc không nghiêm trọng, nhưng vào ngày thứ tư quân viễn chinh đã nỗ lực phá vây để tự thoát khỏi cái bẫy mà họ đã chui vào. Quân viễn chinh đã gây ra tổn thất nặng nề cho người Thổ Nhĩ Kỳ, nhưng cuộc tấn công đã thất bại vào cuối ngày. Kilij Arslan đã được tăng viện bởi Ridwan hùng mạnh của xứ Aleppo và vương công Danishmend khác.
Người Lombard ở đội tiên phong bị đánh bại, người Pecheneg đào ngũ và người Pháp và Đức cũng bị buộc phải quay trở lại. Raymond đã bị mắc kẹt trên một tảng đá và được cứu bởi Étienne và Conrad. Trận chiến vẫn tiếp tục vào ngày hôm sau, khi doanh trại của quân thập tự chinh bị tấn công và thất thủ và các hiệp sĩ phải bỏ chạy, để lại phụ nữ, trẻ em các linh mục bị giết hoặc bị bắt làm nô lệ. Hầu hết người Lombard, những người không có ngựa, đã sớm bị đánh bại và bị giết chết hoặc bị bắt làm nô lệ cho người Thổ Nhĩ Kỳ. Raymond, Étienne của Blois, và Étienne của Bourgogne bỏ chạy về phía bắc đến Sinop và trở về Constantinopolis bằng tàu thủy.

## Người Nivernois
Ngay sau khi đội ngũ người Lombard rời khỏi Nicomedia, một lực lượng độc lập dưới sự chỉ huy của Guillaume II, Bá tước của Nevers đến được Constantinopolis. Ông đã vượt qua tiến vào lãnh thổ của Byzantine trên biển Adriatic từ thành phố Bari, và hành quân đến Constantinopolis mà không gặp sự cố gì, một điều bất thường đối với một đội quân Thánh chiến. Ông nhanh chóng hành quân để cứu viện cho những người khác, nhưng trên thực tế ông không bao giờ đuổi kịp với họ, mặc dù hai đội quân đã có nhiều lần suýt bắt kịp nhau. Guillaume đã có một thời gian ngắn bao vây thành phố Iconium (nay là Konya) Nhưng không thể chiếm được thành phố và ông đã ngay lập tức bị phục kích tại Heraclea Cybistra bởi Kilij Arslan, người vừa mới chỉ đánh bại người Lombard tại Mersivan và đã sẵn sàng để tiêu diệt những đội quân mới càng sớm càng tốt. Tại Heraclea gần như toàn bộ đội quân đến từ Nevers đã bị xóa sổ, ngoại trừ vị Bá tước và một vài người trong số tùy tùng của mình.

## Người Pháp và Bayern
Ngay sau khi Guillaume II rời Constantinopolis, một đội quân thứ ba đã kéo đến, dẫn đầu bởi William IX Bá tước của xứ Aquitaine, Hugh của xứ Vermandois (Một trong những người đã không hoàn tất lời thề của mình về cuộc Thập tự chinh đầu tiên) và Welf I, Công tước xứ Bayern, cùng với Ida của Áo, mẹ của Leopold III của Áo. Họ đã cướp phá lãnh thổ Byzantine trên đường đến Constantinopolis và gần như đã nổ ra một cuộc xung đột với lính đánh thuê người Pecheneg được gửi đến để ngăn chặn họ cho đến khi Guillaume và Welf kịp can thiệp.
Từ Constantinopolis, quân đội này chia đôi, một nửa đi trực tiếp đến Palestine bằng tàu thủy, trong số đó có sử gia Ekkehard của xứ Aura. Phần còn lại, đi du lịch bằng đường bộ và đến được Heraclea trong tháng 9 và cũng giống như đội quân trước, họ đã bị phục kích và tàn sát bởi Kilij Arslan. Guillaume và Welf trốn thoát, nhưng Hugh lại nằm trong số những người bị thương; số người sống sót cuối cùng đã đến được Tarsus, nơi mà Hugh đã chết ở đó vào ngày 18 tháng 10. Ida bị mất tích trong cuộc phục kích này và đã được cho là đã bị giết chết, nhưng theo truyền thuyết thì sau đó bà bị giam cầm và trở thành mẹ của Zengi, một kẻ thù lớn của quân viễn chinh trong những năm 1140, tuy nhiên điều này là không logic vì yếu tố thời gian.

## Hậu quả
Guillaume, Bá tước của Nevers cũng trốn thoát đến Tarsus và gia nhập vào phần còn lại của những người sống sót có cũng như Raymond của Toulouse. Dưới sự chỉ huy của Raymond họ đã chiếm được Tortosa (Tartous), với sự giúp đỡ từ một hạm đội Genova. Vào lúc này thì quân Thập tự chinh đã trở nên một giống như một đoàn hành hương nhiều hơn là chiến binh. Một số người sống sót đến được Antiochia vào cuối năm 1101 và tại Lễ Phục Sinh của năm 1102 họ đến được Jerusalem. Sau đó nhiều người trong số họ chỉ đơn giản là quay về nhà, ý nguyện của họ đã được hoàn thành mặc dù một số khác vẫn còn ở lại để giúp vua Baldwin I phòng thủ chống lại một cuộc tấn công của Ai Cập ở Ramla. Étienne của Blois đã bị giết chết trong trận đánh này, Hugh VI của Lusignan, Tổ phụ của triều đại Lusignan tương lai của Jerusalem và Cyprus cũng vậy. Joscelin của Courtenay cũng ở lại phía sau và sống sót để trở thành Bá tước của Edessa trong năm 1118.
Thất bại của quân viễn chinh cho phép Kilij Arslan thành lập thủ đô tại Konya, và cũng chứng tỏ với thế giới Hồi giáo rằng quân viễn chinh không phải là bất khả chiến bại như họ đã tỏ ra trong cuộc Thập tự chinh đầu tiên. Quân Thập tự chinh và người Byzantine đổ lỗi cho nhau vì những thất bại này và lúc này không ai trong số họ có thể đảm bảo được một lộ trình an toàn đi xuyên qua vùng Anatolia khi mà Kilij Arslan đã củng cố được vị thế của mình. Lúc này con đường duy nhất đến vùng Đất Thánh là tuyến đường biển và điều này sẽ làm lợi cho các thành phố của Ý. Việc thiếu một con đường an toàn trên bộ từ Constantinopolis cũng làm lợi cho Công quốc Antioch, nơi mà Tancred đang nắm quyền thay cho Bohemond chú của ông, người cũng đã có thể củng cố quyền lực của mình mà không cần can thiệp của Đế quốc Byzantine. Các cuộc Thập tự chinh thứ hai và thứ ba đều gặp những khó khăn tương tự khi Thập tự quân cố gắng để vượt qua vùng Anatolia.